# Chodov (metrostation)
Chodov is een metrostation in Praag aan de lijn C. Het station, dat in 1980 is geopend, ligt tussen Roztyly en Opatov. Tot 1990 heette het station 'Budovatelů', dat station van de bouwers betekent.
Letňany · Prosek · Střížkov · Ládví · Kobylisy · Nádraží Holešovice · Vltavská · Florenc · Hlavní nádraží · Muzeum · I. P. Pavlova · Vyšehrad · Pražského povstání · Pankrác · Budějovická · Kačerov · Roztyly · Chodov · Opatov · Háje